# 五城堡
五城堡，是台灣中部自清治時期至日治初期的一個行政區劃，其範圍在今南投縣的魚池鄉中西部及水里鄉東部。
五城堡北邊為埔社堡，東邊及南邊為蕃地，西邊為集集堡。

## 管轄街庄
五城堡共轄17個庄：
- 今魚池鄉境內：魚池庄、司馬按庄、大林庄、長藔庄、木屐囒庄、加道坑庄、鹿蒿庄、新城庄、山楂腳庄、蓮華池庄、茅埔庄、貓囒庄、水社庄、頭社庄、銃櫃庄、大雁庄
- 今水里鄉境內：拔社埔庄